# Florica Musicescu
Florica Musicescu (Iași, 21 de maig, 1887, – Bucarest, 19 de març, 1969), va ser una reconeguda pianista i professora de piano romanesa, considerada una de les fundadores de l'escola de piano romanesa. Era filla del compositor i musicòleg Gavriil Musicescu.

## Estudis
Va estudiar piano, primer amb Margareta Sion i Aspasia Sion-Burada, després, a Leipzig, amb Robert Teichmüller. Amb la seva perfecta gràcia docent i la fermesa que li va valer el sobrenom de "Dama de Ferro", Florica Musicescu va saber plasmar un talent rar, doblat per la modèstia, un gran amor pel treball, el desig de perfecció i una mà que, a l'edat. de 12, podria cobrir un interval de 12 tecles. Va formar la seva pròpia doctrina, basada en els principis de l'escola de Rudolf Maria Breithaupt, l'anomenat mètode del "braç líder", imposat per primera vegada a Romania per Constanța Erbiceanu, el mètode de tocar el piano amb un instrument gran "com si cantàvem amb un polze, des de l'articulació de l'espatlla fins a la punta dels dits”, segons va afirmar. Després de la creació de l'Escola Secundària de Música de Bucarest, va participar en gairebé tots els exàmens i reunions del departament de piano, imposant sempre el seu punt de vista.

## Activitat didàctica
Va començar a ensenyar malgrat que no tenia cap títol, a la Reial Acadèmia de Música de Bucarest l'any 1921, la Reial Acadèmia de Música de Bucarest, que es va convertir, després de la Segona Guerra Mundial, en el Conservatori de Música de Bucarest. Molts pianistes famosos del segle XX es van formar sota la seva direcció: Dinu Lipatti, Corneliu Gheorghiu, Radu Lupu, Dan Grigore, Madeleine Cantacuzino, Paul Dan, Sorin Enăchescu, Mihai Brediceanu, Svetla Protich, Marietta Orlov, Myriam Marbe, Mîndru Katz, Tamás Vesmás, Shulamith Shapira, Maria Fotino i altres.